# Formula 1 – sezona 1963.
| FIA Svjetsko automobilističko prvenstvo 1963. | FIA Svjetsko automobilističko prvenstvo 1963. |
|                                               | Prvak                                         |
| --------------------------------------------- | --------------------------------------------- |
| Vozač                                         | Jim Clark (Lotus-Climax)                      |
| Konstruktor                                   | Lotus-Climax                                  |
| Prethodna sezona                              | Sljedeća sezona                               |
| 1962.                                         | 1964.                                         |

Formula 1 – sezona 1963. bila je 14. sezona u prvenstvu Formule 1.

## Sažetak sezone
Škot Jim Clark osvojio je svoj prvi naslov svjetskog prvaka u Formuli 1. Clark je pobijedio na sedam od deset utrka u sezoni, a na samo jednoj nije bio na postolju, na Velikoj nagradi Monaka kada mu je otkazao mjenjač nakon 78 krugova. Ovo je bila prva sezona u Formuli 1 da je jedan vozač čak tri utrke prije kraja prvenstva osigurao titulu prvaka. Zajedno s Clarkom, Lotus je osvojio svoj prvi konstruktorski naslov u Formuli 1.
Branitelj naslova Graham Hill završio je sezonu kao viceprvak, s jednakim brojem bodova kao njegov momčadski kolega, Amerikanac Richie Ginther. Hill je slavio u Monacu i na Watkins Glenu, dok Ginther nije ostvario pobjedu, ali se na postolje penjao pet puta. Druga sezona u Formuli 1 za Brabham, protekla je puno bolje nego prethodna 1962. S četiri postolja, od kojih je Jack Brabham osvojio jedno, a Dan Gurney tri, Brabham-Climax je završio sezonu na trećem mjestu u poretku konstruktora. Cooper je sa starom vozačkom postavom uspio osvojiti četiri postolja, od koji je tri osvojio Bruce McLaren, a jedan Tony Maggs, te prvenstvo završiti na petom mjestu u poretku konstruktora.
Nakon što su Amerikanac Phil Hill i Talijan Giancarlo Baghetti na kraju prošle sezone napustili momčad, Ferrari je u svoje redove doveo bivšeg motociklističkog prvaka Johna Surteesa. Uz Surteesa, vozačku postavu Ferrarija, sačinjavali su Willy Mairesse, Lorenzo Bandini i debitant Ludovico Scarfiotti. Za utrke je tehnički direktor Mauro Forghieri pripremio poboljšanu verziju modela 156 koju više nije krasio prepoznatljivi Ferrarijev prednji kraj. 
Ferrari je svoju 100-tu utrku odvozio upravo ove sezone na Velikoj nagradi Njemačke. Surtees je u kvalifikacijama zaostao samo devet desetinki za Clarkovim Lotusom. Clark je poveo utrku, dok je Ginther na startu preskočio Surteesa. No ubrzo je Lotusov bolid počeo razvijati probleme s motorom, te su se Ginther i Surtees probili naprijed. U drugom krugu utrke Ginther je izgubio nekoliko pozicija zbog problema s mjenjačem. To je ostavilo Surteesa i Clarka da odluče pobjednika utrke. Nakon petog kruga utrke Clarkovi problemi s motorom, koji je na kraju ostao na sedam cilindara, bili su sve gori, te je Surtees preuzeo vodstvo. Na koncu je slavio svoju prvu u karijeri Formule 1 i jednu pobjedu te sezone, ujedno i prvu Ferrarijevu nakon dvije godine.
U Monzi se pojavila nova izvedenica modela 156, nazvana 156 Aero, koja je spajala moderne trendove u konstruiranju šasije kombiniravši “spaceframe” i monokok tehnologije. Surtees je odmah na prvoj utrci s novim bolidom osvojio najbolju startnu poziciju, no zbog nepouzdanost motora odustao je s vodeće pozicije nakon samo šesnaest krugova. I preostale tri utrke u sezoni u kojima je 156 Aero korišten prošle su po sličnom obrascu – vrlo dobre kvalifikacije, potom odustajanja u utrkama zbog mehaničkih kvarova.

## Vozači i konstruktori
| Konstruktor    | Momčad / Sudionik                 | Šasija                  | Motor                         | Gume | Vozač                   | Utrke     |
| -------------- | --------------------------------- | ----------------------- | ----------------------------- | ---- | ----------------------- | --------- |
| BRM            | Owen Racing Organisation          | BRM P57 BRM P61         | BRM P56 1.5 V8 BRM P60 1.5 V8 | D    | Graham Hill             | Sve       |
| BRM            | Owen Racing Organisation          | BRM P57 BRM P61         | BRM P56 1.5 V8 BRM P60 1.5 V8 | D    | Richie Ginther          | Sve       |
| BRM            | Scuderia Centro Sud               | BRM P57                 | BRM P56 1.5 V8                | D    | Lorenzo Bandini         | 4–6       |
| BRM            | Scuderia Centro Sud               | BRM P57                 | BRM P56 1.5 V8                | D    | Maurice Trintignant     | 7         |
| BRM            | Scuderia Centro Sud               | BRM P57                 | BRM P56 1.5 V8                | D    | Moisés Solana           | 9         |
| Lotus-Climax   | Team Lotus                        | Lotus 25                | Climax FWMV 1.5 V8            | D    | Jim Clark               | Sve       |
| Lotus-Climax   | Team Lotus                        | Lotus 25                | Climax FWMV 1.5 V8            | D    | Trevor Taylor           | 1–6, 8–10 |
| Lotus-Climax   | Team Lotus                        | Lotus 25                | Climax FWMV 1.5 V8            | D    | Peter Arundell          | 4         |
| Lotus-Climax   | Team Lotus                        | Lotus 25                | Climax FWMV 1.5 V8            | D    | Mike Spence             | 7         |
| Lotus-Climax   | Team Lotus                        | Lotus 25                | Climax FWMV 1.5 V8            | D    | Pedro Rodríguez         | 8–9       |
| Lotus-Climax   | Brabham Racing Organisation       | Lotus 25                | Climax FWMV 1.5 V8            | D    | Jack Brabham            | 1         |
| Lotus-Climax   | Reg Parnell Racing R.H.H. Parnell | Lotus 24                | Climax FWMV 1.5 V8            | D    | Maurice Trintignant     | 4         |
| Lotus-Climax   | Reg Parnell Racing R.H.H. Parnell | Lotus 24                | Climax FWMV 1.5 V8            | D    | Mike Hailwood           | 5         |
| Lotus-Climax   | Bernard Collomb                   | Lotus 24                | Climax FWMV 1.5 V8            | D    | Bernard Collomb         | 1, 6      |
| Lotus-Climax   | Tim Parnell                       | Lotus 18 / 21           | Climax FWMV 1.5 V8            | D    | Tim Parnell             | 6         |
| Lotus-Climax   | Tim Parnell                       | Lotus 18 / 21           | Climax FWMV 1.5 V8            | D    | André Pilette           | 6         |
| Lotus-Climax   | André Pilette                     | Lotus 18 / 21           | Climax FPF 1.5 L4             | D    | André Pilette           | 7         |
| Lotus-Climax   | Lawson Organisation               | Lotus 21                | Climax FPF 1.5 L4             | D    | Ernie Pieterse          | 10        |
| Cooper-Climax  | Cooper Car Company                | Cooper T66              | Climax FWMV 1.5 V8            | D    | Bruce McLaren           | Sve       |
| Cooper-Climax  | Cooper Car Company                | Cooper T66              | Climax FWMV 1.5 V8            | D    | Tony Maggs              | Sve       |
| Cooper-Climax  | R.R.C. Walker Racing Team         | Cooper T60 Cooper T66   | Climax FWMV 1.5 V8            | D    | Jo Bonnier              | Sve       |
| Cooper-Climax  | Scuderia Centro Sud               | Cooper T60              | Climax FWMV 1.5 V8            | D    | Mário de Araújo Cabral  | 6–7       |
| Cooper-Climax  | Frank Dochnal                     | Cooper T51              | Climax FPF 1.5 L4             | D    | Frank Dochnal           | 9         |
| Cooper-Climax  | John Love                         | Cooper T55              | Climax FPF 1.5 L4             | D    | John Love               | 10        |
| Ferrari        | Scuderia Ferrari SpA SEFAC        | Ferrari 156             | Ferrari 178 1.5 V6            | D    | John Surtees            | Sve       |
| Ferrari        | Scuderia Ferrari SpA SEFAC        | Ferrari 156             | Ferrari 178 1.5 V6            | D    | Willy Mairesse          | 1–2, 6    |
| Ferrari        | Scuderia Ferrari SpA SEFAC        | Ferrari 156             | Ferrari 178 1.5 V6            | D    | Ludovico Scarfiotti     | 3–4       |
| Ferrari        | Scuderia Ferrari SpA SEFAC        | Ferrari 156             | Ferrari 178 1.5 V6            | D    | Lorenzo Bandini         | 7–10      |
| Brabham-Climax | Brabham Racing Organisation       | Brabham BT3 Brabham BT7 | Climax FWMV 1.5 V8            | D    | Dan Gurney              | Sve       |
| Brabham-Climax | Brabham Racing Organisation       | Brabham BT3 Brabham BT7 | Climax FWMV 1.5 V8            | D    | Jack Brabham            | 2–10      |
| Lola-Climax    | Reg Parnell Racing R.H.H. Parnell | Lola Mk4A               | Climax FWMV 1.5 V8            | D    | Chris Amon              | 1–7       |
| Lola-Climax    | Reg Parnell Racing R.H.H. Parnell | Lola Mk4A               | Climax FWMV 1.5 V8            | D    | Maurice Trintignant     | 1         |
| Lola-Climax    | Reg Parnell Racing R.H.H. Parnell | Lola Mk4A               | Climax FWMV 1.5 V8            | D    | Lucien Bianchi          | 2         |
| Lola-Climax    | Reg Parnell Racing R.H.H. Parnell | Lola Mk4A               | Climax FWMV 1.5 V8            | D    | Mike Hailwood           | 7         |
| Lola-Climax    | Reg Parnell Racing R.H.H. Parnell | Lola Mk4A               | Climax FWMV 1.5 V8            | D    | Masten Gregory          | 8–9       |
| Lola-Climax    | Tim Parnell                       | Lola Mk4A               | Climax FWMV 1.5 V8            | D    | John Campbell-Jones     | 5         |
| Lola-Climax    | DW Racing Enterprises             | Lola Mk4A               | Climax FWMV 1.5 V8            | D    | Bob Anderson            | 5, 7      |
| Porsche        | Ecurie Maarsbergen                | Porsche 718             | Porsche 547/6 1.5 F4          | D    | Carel Godin de Beaufort | 2–3, 5–10 |
| Porsche        | Ecurie Maarsbergen                | Porsche 718             | Porsche 547/6 1.5 F4          | D    | Gerhard Mitter          | 3, 6      |
| Lotus-BRM      | British Racing Partnership        | Lotus 24                | BRM P56 1.5 V8                | D    | Jim Hall                | 1–9       |
| Lotus-BRM      | British Racing Partnership        | Lotus 24                | BRM P56 1.5 V8                | D    | Innes Ireland           | 1, 6      |
| Lotus-BRM      | Reg Parnell Racing R.H.H. Parnell | Lotus 24                | BRM P56 1.5 V8                | D    | Masten Gregory          | 5         |
| Lotus-BRM      | Reg Parnell Racing R.H.H. Parnell | Lotus 24                | BRM P56 1.5 V8                | D    | Rodger Ward             | 8         |
| Lotus-BRM      | Reg Parnell Racing R.H.H. Parnell | Lotus 24                | BRM P56 1.5 V8                | D    | Hap Sharp               | 1–9       |
| Lotus-BRM      | Reg Parnell Racing R.H.H. Parnell | Lotus 24                | BRM P56 1.5 V8                | D    | Chris Amon              | 9         |
| Lotus-BRM      | Siffert Racing Team               | Lotus 24                | BRM P56 1.5 V8                | D    | Jo Siffert              | 1–9       |
| Lotus-BRM      | Ecurie Filipinetti                | Lotus 24                | BRM P56 1.5 V8                | D    | Phil Hill               | 4         |
| Lotus-BRM      | Tim Parnell                       | Lotus 24                | BRM P56 1.5 V8                | D    | Masten Gregory          | 4, 7      |
| Lotus-BRM      | Selby Auto Spares                 | Lotus 24                | BRM P56 1.5 V8                | D    | Paddy Driver            | 10        |
| BRP-BRM        | British Racing Partnership        | BRP Mk1                 | BRM P56 1.5 V8                | D    | Innes Ireland           | 2–5, 7    |

## Kalendar
| Rd | Datum         | Velika nagrada   | Staza             | Prvo startno mjesto | Pobjednik vozač | Pobjednik konstruktor |
| -- | ------------- | ---------------- | ----------------- | ------------------- | --------------- | --------------------- |
| 1  | 26. svibnja   | Monako           | Monaco            | Jim Clark           | Graham Hill     | BRM                   |
| 2  | 9. lipnja     | Belgija          | Spa-Francorchamps | Graham Hill         | Jim Clark       | Lotus-Climax          |
| 3  | 23. lipnja    | Nizozemska       | Zandvoort         | Jim Clark           | Jim Clark       | Lotus-Climax          |
| 4  | 30. lipnja    | Francuska        | Reims             | Jim Clark           | Jim Clark       | Lotus-Climax          |
| 5  | 20. srpnja    | Velika Britanija | Silverstone       | Jim Clark           | Jim Clark       | Lotus-Climax          |
| 6  | 4. kolovoza   | Njemačka         | Nürburgring       | Jim Clark           | John Surtees    | Ferrari               |
| 7  | 8. rujna      | Italija          | Monza             | John Surtees        | Jim Clark       | Lotus-Climax          |
| 8  | 6. listopada  | SAD              | Watkins Glen      | Graham Hill         | Graham Hill     | BRM                   |
| 9  | 27. listopada | Meksiko          | Mexico City       | Jim Clark           | Jim Clark       | Lotus-Climax          |
| 10 | 28. prosinca  | Južna Afrika     | East London       | Jim Clark           | Jim Clark       | Lotus-Climax          |

## Sistem bodovanja
Sistem bodovanja u Formuli 1
| Mjesto | Bodovi |
| ------ | ------ |
| 1.     | 9      |
| 2.     | 6      |
| 3.     | 4      |
| 4.     | 3      |
| 5.     | 2      |
| 6.     | 1      |

- Samo 6 najboljih rezultata u 10 utrka računali su se za prvenstvo vozača.
- Samo 6 najboljih rezultata u 10 utrka računali su se za prvenstvo konstruktora.
- Ako je više bolida jednog konstruktora završilo utrku u bodovima, samo najbolje plasirani bolid osvajao je konstruktorske bodove.

## Rezultati utrka
| Poz. | Br. | Vozač          | Konstruktor   | Vrijeme   | Grid | Bodovi |
| ---- | --- | -------------- | ------------- | --------- | ---- | ------ |
| 1.   | 6   | Graham Hill    | BRM           | 2:41:49.7 | 2.   | 9      |
| 2.   | 5   | Richie Ginther | BRM           | + 4.6     | 4.   | 6      |
| 3.   | 7   | Bruce McLaren  | Cooper-Climax | + 12.8    | 8.   | 4      |
| 4.   | 21  | John Surtees   | Ferrari       | + 14.1    | 3.   | 3      |
| 5.   | 8   | Tony Maggs     | Cooper-Climax | + 2 kruga | 10.  | 2      |
| 6.   | 10  | Trevor Taylor  | Lotus-Climax  | + 2 kruga | 9.   | 1      |

| Poz. | Br. | Vozač                   | Konstruktor    | Vrijeme   | Grid | Bodovi |
| ---- | --- | ----------------------- | -------------- | --------- | ---- | ------ |
| 1.   | 1   | Jim Clark               | Lotus-Climax   | 2:27:47.6 | 8.   | 9      |
| 2.   | 14  | Bruce McLaren           | Cooper-Climax  | + 4:54.0  | 5.   | 6      |
| 3.   | 18  | Dan Gurney              | Brabham-Climax | + 1 krug  | 2.   | 4      |
| 4.   | 8   | Richie Ginther          | BRM            | + 1 krug  | 8.   | 3      |
| 5.   | 12  | Jo Bonnier              | Cooper-Climax  | + 2 kruga | 13.  | 2      |
| 6.   | 29  | Carel Godin de Beaufort | Porsche        | + 2 kruga | 18.  | 1      |

| Poz. | Br. | Vozač               | Konstruktor    | Vrijeme   | Grid | Bodovi |
| ---- | --- | ------------------- | -------------- | --------- | ---- | ------ |
| 1.   | 6   | Jim Clark           | Lotus-Climax   | 2:08:13.7 | 1.   | 9      |
| 2.   | 18  | Dan Gurney          | Brabham-Climax | + 1 krug  | 14.  | 6      |
| 3.   | 2   | John Surtees        | Ferrari        | + 1 krug  | 5.   | 4      |
| 4.   | 30  | Innes Ireland       | BRP-BRM        | + 1 krug  | 7.   | 3      |
| 5.   | 14  | Richie Ginther      | BRM            | + 1 krug  | 6.   | 2      |
| 6.   | 4   | Ludovico Scarfiotti | Ferrari        | + 2 kruga | 11.  | 1      |

| Poz. | Br. | Vozač        | Konstruktor    | Vrijeme   | Grid | Bodovi |
| ---- | --- | ------------ | -------------- | --------- | ---- | ------ |
| 1.   | 18  | Jim Clark    | Lotus-Climax   | 2:10:54.3 | 1.   | 9      |
| 2.   | 12  | Tony Maggs   | Cooper-Climax  | + 1:04.9  | 8.   | 6      |
| 4.   | 6   | Jack Brabham | Brabham-Climax | + 2:15.2  | 5.   | 3      |
| 5.   | 8   | Dan Gurney   | Brabham-Climax | + 2:33.4  | 3.   | 2      |
| 6.   | 36  | Jo Siffert   | Lotus-BRM      | + 1 krug  | 10.  | 1      |

| Poz. | Br. | Vozač           | Konstruktor  | Vrijeme   | Grid | Bodovi |
| ---- | --- | --------------- | ------------ | --------- | ---- | ------ |
| 1.   | 4   | Jim Clark       | Lotus-Climax | 2:14:09.6 | 1.   | 9      |
| 2.   | 10  | John Surtees    | Ferrari      | + 25.8    | 5.   | 6      |
| 3.   | 1   | Graham Hill     | BRM          | + 37.6    | 3.   | 4      |
| 4.   | 2   | Richie Ginther  | BRM          | + 1 krug  | 9.   | 3      |
| 5.   | 3   | Lorenzo Bandini | BRM          | + 1 krug  | 8.   | 2      |
| 6.   | 12  | Jim Hall        | Lotus-BRM    | + 2 kruga | 13.  | 1      |

| Poz. | Br. | Vozač          | Konstruktor   | Vrijeme   | Grid | Bodovi |
| ---- | --- | -------------- | ------------- | --------- | ---- | ------ |
| 1.   | 7   | John Surtees   | Ferrari       | 2:13:06.8 | 2.   | 9      |
| 2.   | 3   | Jim Clark      | Lotus-Climax  | + 1:17.5  | 1.   | 6      |
| 3.   | 2   | Richie Ginther | BRM           | + 2:44.9  | 6.   | 4      |
| 4.   | 26  | Gerhard Mitter | Porsche       | + 8:11.5  | 15.  | 3      |
| 5.   | 20  | Jim Hall       | Lotus-BRM     | + 1 krug  | 16.  | 2      |
| 6.   | 16  | Jo Bonnier     | Cooper-Climax | + 1 krug  | 12.  | 1      |

| Poz. | Br. | Vozač          | Konstruktor    | Vrijeme   | Grid | Bodovi |
| ---- | --- | -------------- | -------------- | --------- | ---- | ------ |
| 1.   | 8   | Jim Clark      | Lotus-Climax   | 2:24:19.6 | 3.   | 9      |
| 2.   | 10  | Richie Ginther | BRM            | + 1:35.0  | 4.   | 6      |
| 3.   | 18  | Bruce McLaren  | Cooper-Climax  | + 1 krug  | 8.   | 4      |
| 4.   | 32  | Innes Ireland  | BRP-BRM        | + 1 krug  | 10.  | 3      |
| 5.   | 22  | Jack Brabham   | Brabham-Climax | + 1 krug  | 7.   | 2      |
| 6.   | 20  | Tony Maggs     | Cooper-Climax  | + 1 krug  | 13.  | 1      |

| Poz. | Br. | Vozač                   | Konstruktor    | Vrijeme      | Grid | Bodovi |
| ---- | --- | ----------------------- | -------------- | ------------ | ---- | ------ |
| 1.   | 1   | Graham Hill             | BRM            | 2:19:22.1    | 1.   | 9      |
| 2.   | 2   | Richie Ginther          | BRM            | + 34.3       | 4.   | 6      |
| 3.   | 8   | Jim Clark               | Lotus-Climax   | + 1 krug     | 2.   | 4      |
| 4.   | 5   | Jack Brabham            | Brabham-Climax | + 2 kruga    | 5.   | 3      |
| 5.   | 24  | Lorenzo Bandini         | Ferrari        | + 4 kruga    | 9.   | 2      |
| 6.   | 12  | Carel Godin de Beaufort | Porsche        | + 11 krugova | 19.  | 1      |

| Poz. | Br. | Vozač          | Konstruktor    | Vrijeme   | Grid | Bodovi |
| ---- | --- | -------------- | -------------- | --------- | ---- | ------ |
| 1.   | 8   | Jim Clark      | Lotus-Climax   | 2:09:53.1 | 1.   | 9      |
| 2.   | 5   | Jack Brabham   | Brabham-Climax | + 1:41.1  | 10.  | 6      |
| 3.   | 2   | Richie Ginther | BRM            | + 1:54.7  | 5.   | 4      |
| 4.   | 1   | Graham Hill    | BRM            | + 1 krug  | 3.   | 3      |
| 5.   | 11  | Jo Bonnier     | Cooper-Climax  | + 3 kruga | 8.   | 2      |
| 6.   | 6   | Dan Gurney     | Brabham-Climax | + 3 kruga | 4.   | 1      |

| Poz. | Br. | Vozač           | Konstruktor    | Vrijeme   | Grid | Bodovi |
| ---- | --- | --------------- | -------------- | --------- | ---- | ------ |
| 1.   | 1   | Jim Clark       | Lotus-Climax   | 2:10:36.9 | 1.   | 9      |
| 2.   | 9   | Dan Gurney      | Brabham-Climax | + 1:06.8  | 3.   | 6      |
| 3.   | 5   | Graham Hill     | BRM            | + 1 krug  | 6.   | 4      |
| 4.   | 10  | Bruce McLaren   | Cooper-Climax  | + 1 krug  | 9.   | 3      |
| 5.   | 4   | Lorenzo Bandini | Ferrari        | + 1 krug  | 5.   | 2      |
| 6.   | 12  | Jo Bonnier      | Cooper-Climax  | + 2 kruga | 11.  | 1      |

## Poredak

### Vozača
| Mjesto | Vozač                   | Bodovi |   |   |   |   |   |   |   |   |   |   |
| ------ | ----------------------- | ------ | - | - | - | - | - | - | - | - | - | - |
| 1.     | Jim Clark               | 54     | – | 9 | 9 | 9 | 9 | 6 | 9 | 4 | 9 | 9 |
| 2.     | Graham Hill             | 29     | 9 | – | – | – | 4 | – | – | 9 | 3 | 4 |
| 3.     | Richie Ginther          | 29     | 6 | 3 | 2 | – | 3 | 4 | 6 | 6 | 4 | – |
| 4.     | John Surtees            | 22     | 3 | – | 4 | – | 6 | 9 | – | – | – | – |
| 5.     | Dan Gurney              | 19     | – | 4 | 6 | 2 | – | – | – | – | 1 | 6 |
| 6.     | Bruce McLaren           | 17     | 4 | 6 | – | – | – | – | 4 | – | – | 3 |
| 7.     | Jack Brabham            | 14     | – | – | – | 3 | – | – | 2 | 3 | 6 | – |
| 8.     | Tony Maggs              | 9      | 2 | – | – | 6 | – | – | 1 | – | – | – |
| 9.     | Innes Ireland           | 6      | – | – | 3 | – | – | – | 3 | – |   |   |
| 10.    | Lorenzo Bandini         | 6      |   |   |   | – | 2 | – | – | 2 | – | 2 |
| 11.    | Joakim Bonnier          | 6      | – | 2 | – | – | – | 1 | – | – | 2 | 1 |
| 12.    | Gerhard Mitter          | 3      |   |   | – |   |   | 3 |   |   |   |   |
| 13.    | Jim Hall                | 3      | – | – | – | – | 1 | 2 | – | – | – |   |
| 14.    | Carel Godin de Beaufort | 2      |   | 1 | – |   | – | – |   | 1 | – | – |
| 15.    | Trevor Taylor           | 1      | 1 | – | – | – | – | – |   | – | – | – |
| 16.    | Jo Siffert              | 1      | – | – | – | 1 | – | – | – | – | – |   |
| 17.    | Ludovico Scarfiotti     | 1      |   |   |   | 1 |   |   |   |   |   |   |
| Mjesto | Vozač                   | Bodovi |   |   |   |   |   |   |   |   |   |   |

- Jim Clark je osvojio ukupno 73 boda, ali samo maksimalna 54 boda osvojena u šest najboljih utrka su se računala za prvenstvo vozača.
- Richie Ginther je osvojio ukupno 34 boda, ali samo 29 bodova osvojenih u šest najboljih utrka su se računala za prvenstvo vozača.

| Boja | Značenje                                                                 |
| ---- | ------------------------------------------------------------------------ |
| 5    | Osvojeni bodovi koji su se računali za prvenstvo vozača / konstruktora   |
| 5    | Osvojeni bodovi koji se nisu računali za prvenstvo vozača / konstruktora |
| –    | Vozač / konstruktor nije osvojio bodove u utrci                          |
|      | Vozač / konstruktor nije nastupao na utrci                               |

### Konstruktora
| Mjesto | Konstruktor    | Bodovi |   |   |   |   |   |   |   |   |   |   |
| ------ | -------------- | ------ | - | - | - | - | - | - | - | - | - | - |
| 1.     | Lotus-Climax   | 54     | 1 | 9 | 9 | 9 | 9 | 6 | 9 | 4 | 9 | 9 |
| 2.     | BRM            | 36     | 9 | 3 | 2 | – | 4 | 4 | 6 | 9 | 4 | 4 |
| 3.     | Brabham-Climax | 28     | – | 4 | 6 | 3 | – | – | 2 | 3 | 6 | 6 |
| 4.     | Ferrari        | 26     | 3 | – | 4 | – | 6 | 9 | – | 2 | – | 2 |
| 5.     | Cooper-Climax  | 25     | 4 | 6 | – | 6 | – | 1 | 4 | – | 2 | 3 |
| 6.     | BRP-BRM        | 6      |   | – | 3 | – | – |   | 3 |   |   |   |
| 7.     | Porsche        | 5      |   | 1 | – |   | – | 3 |   | 1 | – | – |
| 8.     | Lotus-BRM      | 4      | – | – | – | 1 | 1 | 2 | – | – | – |   |
| Mjesto | Konstruktor    | Bodovi |   |   |   |   |   |   |   |   |   |   |

- Lotus-Climax je osvojio ukupno 74 boda, ali samo maksimalna 54 boda osvojena u šest najboljih utrka su se računala za prvenstvo konstruktora.
- BRM je osvojio ukupno 45 bodova, ali samo 36 bodova osvojenih u šest najboljih utrka su se računala za prvenstvo konstruktora.
- Brabham-Climax je osvojio ukupno 30 bodova, ali samo 28 bodova osvojenih u šest najboljih utrka su se računala za prvenstvo konstruktora.
- Cooper-Climax je osvojio ukupno 26 bodova, ali samo 25 bodova osvojenih u šest najboljih utrka su se računala za prvenstvo konstruktora.

## Statistike
| Vozač          | Pobjede | Postolja | Prvo startno mjesto | Najbrži krug | Krugovi u vodstvu |
| -------------- | ------- | -------- | ------------------- | ------------ | ----------------- |
| Jim Clark      | 7       | 9        | 7                   | 6            | 506               |
| Graham Hill    | 2       | 5        | 2                   | -            | 90                |
| John Surtees   | 1       | 3        | 1                   | 3            | 100               |
| Richie Ginther | -       | 5        | -                   | -            | 1                 |
| Bruce McLaren  | -       | 3        | -                   | -            | -                 |
| Dan Gurney     | -       | 3        | -                   | 1            | 8                 |
| Jack Brabham   | -       | 1        | -                   | -            | 3                 |
| Tony Maggs     | -       | 1        | -                   | -            | -                 |

| Konstruktor    | Pobjede | Postolja | Prvo startno mjesto | Najbrži krug | Krugovi u vodstvu |
| -------------- | ------- | -------- | ------------------- | ------------ | ----------------- |
| Lotus-Climax   | 7       | 9        | 7                   | 6            | 506               |
| BRM            | 2       | 10       | 2                   | -            | 91                |
| Ferrari        | 1       | 3        | 1                   | 3            | 100               |
| Brabham-Climax | -       | 4        | -                   | 1            | 11                |
| Cooper-Climax  | -       | 4        | -                   | -            | -                 |

### Vodeći vozač i konstruktor u prvenstvu
U rubrici bodovi, prikazana je bodovna prednost vodećeg vozača / konstruktora ispred drugoplasiranog, dok je žutom bojom označena utrka na kojoj je vozač / konstruktor osvojio naslov prvaka.
| Utrka               | Vozač         | Bodovi |
| ------------------- | ------------- | ------ |
| VN Monaka           | Graham Hill   | 3      |
| VN Belgije          | Bruce McLaren | 1      |
| VN Nizozemske       | Jim Clark     | 7      |
| VN Francuske        | Jim Clark     | 15     |
| VN Velike Britanije | Jim Clark     | 22     |
| VN Njemačke         | Jim Clark     | 20     |
| VN Italije          | Jim Clark     | 27     |
| VN SAD              | Jim Clark     | 23     |
| VN Meksika          | Jim Clark     | 25     |
| VN Južne Afrike     | Jim Clark     | 25     |

| Utrka               | Konstruktor  | Bodovi |
| ------------------- | ------------ | ------ |
| VN Monaka           | BRM          | 5      |
| VN Belgije          | BRM          | 2      |
| VN Nizozemske       | Lotus-Climax | 5      |
| VN Francuske        | Lotus-Climax | 12     |
| VN Velike Britanije | Lotus-Climax | 19     |
| VN Njemačke         | Lotus-Climax | 21     |
| VN Italije          | Lotus-Climax | 23     |
| VN SAD              | Lotus-Climax | 16     |
| VN Meksika          | Lotus-Climax | 18     |
| VN Južne Afrike     | Lotus-Climax | 18     |

## Utrke koje se nisu bodovale za prvenstvo
| Datum        | Naziv utrke                   | Staza               | Pobjednik vozač | Pobjednik konstruktor |
| ------------ | ----------------------------- | ------------------- | --------------- | --------------------- |
| 30. ožujka   | IV Lombank Trophy             | Snetterton          | Graham Hill     | BRM                   |
| 15. travnja  | XXIII Pau Grand Prix          | Pau                 | Jim Clark       | Lotus-Climax          |
| 15. travnja  | XI Glover Trophy              | Goodwood            | Innes Ireland   | Lotus-BRM             |
| 21. travnja  | IV Gran Premio Citta di Imola | Enzo e Dino Ferrari | Jim Clark       | Lotus-Climax          |
| 25. travnja  | XIV Gran Premio di Siracusa   | Syracuse            | Jo Siffert      | Lotus-BRM             |
| 27. travnja  | XIX BARC Aintree 200          | Aintree             | Graham Hill     | BRM                   |
| 11. svibnja  | XVI BRDC International Trophy | Silverstone         | Jim Clark       | Lotus-Climax          |
| 19. svibnja  | XV Gran Premio di Roma        | Vallelunga          | Bob Anderson    | Lola-Climax           |
| 28. srpnja   | III Solituderennen            | Solitudering        | Jack Brabham    | Brabham-Climax        |
| 11. kolovoza | XII Kanonloppet               | Karlskoga           | Jim Clark       | Lotus-Climax          |
| 18. kolovoza | III Mediterranean Grand Prix  | Enna Pergusa        | John Surtees    | Ferrari               |
| 1. rujna     | I Austrian Grand Prix         | Zeltweg Airfield    | Jack Brabham    | Brabham-Climax        |
| 21. rujna    | X International Gold Cup      | Oulton Park         | Jim Clark       | Lotus-Climax          |
| 14. prosinca | Rand Grand Prix               | Kyalami             | John Surtees    | Ferrari               |

## Vanjske poveznice
- Službena stranica Formule 1
- Formula 1 – sezona 1963. StatsF1